# ДР Конго на летних Олимпийских играх 2020
Демократическая республика Конго  на летних Олимпийских играх 2020 года была представлена 7 спортсменами в 4 видах спорта. В связи с пандемией COVID-19 Международный олимпийский комитет принял решение перенести Игры на 2021 год.
Токийская Олимпиада стала одиннадцатой в истории Демократической Республики Конго.

## Результаты

### Бокс
| Спортсмен            | Весовая категория | 1/16 финала                    | 1/8 финала                        | Четвертьфинал         | Полуфинал             | Финал                 | Финал                 |
| Спортсмен            | Весовая категория | Соперник Результат             | Соперник Результат                | Соперник Результат    | Соперник Результат    | Соперник Результат    | Место                 |
| -------------------- | ----------------- | ------------------------------ | --------------------------------- | --------------------- | --------------------- | --------------------- | --------------------- |
| Фистон Мбайя Мулумба | мужчины, до 63 кг | Дайсукэ Наримацу Япония П 0–5  | Завершил выступления              | Завершил выступления  | Завершил выступления  | Завершил выступления  | Завершил выступления  |
| Давид Тсама          | мужчины, до 75    | Вилфред Нтсенгуе Камерун В 3–2 | Дэррелл Валсент Гаити П 1–4       | Завершил выступления  | Завершил выступления  | Завершил выступления  | Завершил выступления  |
| Марселат Сакоби      | женщины, до 57 кг | Нести Петесио Филиппины П 0–5  | Завершила выступления             | Завершила выступления | Завершила выступления | Завершила выступления | Завершила выступления |
| Наоми Юмба Терезе    | женщины, до 60 кг | —                              | Райхона Кодирова Узбекистан П 0–5 | Завершила выступления | Завершила выступления | Завершила выступления | Завершила выступления |

### Дзюдо
Женщины
| Спортсмен    | Весовая категория | 1/16 финала                      | 1/8 финала            | Четвертьфинал         | Полуфинал             | Финал                 | Финал                 |                       |
| Спортсмен    | Весовая категория | Соперник Результат               | Соперник Результат    | Соперник Результат    | Соперник Результат    | Соперник Результат    | Место                 |                       |
| ------------ | ----------------- | -------------------------------- | --------------------- | --------------------- | --------------------- | --------------------- | --------------------- | --------------------- |
| Мари Брансер | до 78 кг          | Александра Бабинцева ОКР П 00–01 | Завершила выступления | Завершила выступления | Завершила выступления | Завершила выступления | Завершила выступления | Завершила выступления |

### Лёгкая атлетика
Мужчины
| Спортсмен     | Дисциплина | Первый раунд | Первый раунд | Четвертьфинал | Четвертьфинал | Полуфинал            | Полуфинал            | Финал                | Финал                |
| Спортсмен     | Дисциплина | Время        | Место        | Время         | Место         | Время                | Место                | Время                | Место                |
| ------------- | ---------- | ------------ | ------------ | ------------- | ------------- | -------------------- | -------------------- | -------------------- | -------------------- |
| Оливер Мвимба | 100 м      | 10.63        | 3            | 10.97         | 9             | Завершил выступления | Завершил выступления | Завершил выступления | Завершил выступления |

### Тхэквондо
Женщины
| Спортсмен    | Весовая категория | 1/16 финала                  | 1/8 финала            | Четвертьфинал         | Полуфинал             | Entibntkmysq          | Финал                 | Финал |
| Спортсмен    | Весовая категория | Соперник Результат           | Соперник Результат    | Соперник Результат    | Соперник Результат    | Соперник Результат    | Соперник Результат    | Место |
| ------------ | ----------------- | ---------------------------- | --------------------- | --------------------- | --------------------- | --------------------- | --------------------- | ----- |
| Наоми Катока | до 67 кг          | Рут Гбагби Кот-д’Ивуар П DSQ | Завершила выступления | Завершила выступления | Завершила выступления | Завершила выступления | Завершила выступления |       |